# Flughafen Hat Yai

i7
i11
i13
Der Flughafen Hat Yai (thailändisch ท่าอากาศยานนานาชาติหาดใหญ่, englisch Hat Yai International Airport, IATA-Code: HDY, ICAO-Code: VTSS) ist ein internationaler Verkehrsflughafen in Hat Yai. Hat Yai liegt in der Provinz Songkhla und Südregion von Thailand. Er ist außerdem ein Drehkreuz von Thai Airways.

## Fakten

### Allgemein
Der Flughafen befindet sich ca. neun Kilometer südwestlich von Hat Yai Stadtzentrum auf 27 Metern Höhe.
Die Betriebszeiten des Flughafens sind von 06.00 Uhr morgens bis 24.00 Uhr. Es können 30 Flüge pro Stunde abgefertigt werden.
Der Flughafen besitzt eine Start-/Landebahn und sieben Rollwege. Für die Flugzeuge stehen sieben Stellplätze zur Verfügung, davon zwei mit Kontakt-Gates. Die Gesamtfläche des Flughafens beträgt 56.461 m².
Die Leitung des Flughafens hat Noranit Pholakanond.
Im Jahr 2015 wurde Hat Yai von 3,64 Millionen Passagieren genutzt, damit ist es nach Phuket und Krabi der drittmeist frequentierte Flughafen der Südregion und auf Platz sechs der wichtigsten Flughäfen Thailands.
Im Linienverkehr gibt es vorwiegend Inlandsflüge sowie Verbindungen mit Malaysia und Singapur. Zudem spielen Charterflüge nach Mekka während der jährlichen islamischen Pilgerfahrt Haddsch eine wichtige Rolle.

### Terminal
Der Flughafen Hat Yai besitzt ein Passagierterminal auf zwei Ebenen (Terminal 1) mit einer Gesamtfläche von 7257 m². Unterteilt ist das Terminal in ein Abflugbereich (905 m²), einen Ankunftsbereich (1249 m²), einen Transitbereich (400 m²) sowie weitere öffentliche und nicht öffentliche Bereiche.

### Air Transport Statistik 2011
Im Fiskaljahr 2011, welches vom 1. Oktober 2010 bis 30. September 2011 ging, konnte durchweg eine positive Bilanz im Bezug auf Flugverkehr, Passagierzahlen und Frachtumschlag, gezogen werden. Die internationalen Flugbewegungen konnten von 749 (2010) auf 1635 (2011) gesteigert werden, im inländischen Verkehr von 10.367 (2010) auf 12.043 (2011). Die Passagierzahlen stiegen von 89.596 (2010) auf 204.152 (2011) im internationalen Luftverkehr und von 1.375.388 (2010) auf 1.630.416 (2011) bei inländischen Flügen. Der Frachtumschlag erhöhte sich von 13.272 Tonnen (2010) auf 14.503 Tonnen (2011). Der Luftpost-Bereich hatte ein Zuwachs von 130 Tonnen von 193 Tonnen (2010) auf 323 Tonnen (2011). Luftfracht und Luftpost wurden nur national transportiert.

### Sonstiges
Am 3. April 2005 explodierte eine Bombe in der Abflughalle, wobei ein Fluggast getötet und zehn verletzt wurden. Hierzu bekannten sich islamische Separatisten aus Pattani.

## Streitkräfte
Das 56. Geschwader ist ein auf der RTAFB Hat Yai stationiertes, inaktives Geschwader ohne eine Staffel.